# Tillandsia tovarensis
Tillandsia tovarensis es una especie de planta epífita dentro del género  Tillandsia, perteneciente a la  familia de las bromeliáceas. Es originaria de Bolivia, Colombia, Perú, Venezuela y Ecuador.

## Taxonomía
Tillandsia tovarensis fue descrita por Carl Christian Mez y publicado en Monographiae Phanerogamarum 9: 769. 1896.
Etimología
Tillandsia: nombre genérico que fue nombrado por Carlos Linneo en 1738 en honor al médico y botánico finlandés Dr. Elias Tillandz (originalmente Tillander) (1640-1693).
tovarensis: Esta especie fue colectada por primera vez en 1857 por August Fendler entre Petaquire y la Colonia Tovar, Distrito Federal (Venezuela), de la cual procede el epíteto. Mucho después otros científicos la hallaron en los Estados Aragua, Monagas, Mérida y Sucre. 
Sinonimia
- Tillandsia arnoldiana Harms[6][7]